# Harald Polzin
Harald Polzin (* 29. September 1963 in Ost-Berlin) ist ein deutscher Schauspieler, Coach und Trainer.

## Leben
Harald Polzin leistete in der Endphase der DDR zunächst ab Mai 1989 seinen Wehrdienst als Bausoldat bei den Leunawerken in Leuna und bei den Buna-Werken ab. Ab Mai 1990 setzte er seine Dienstverpflichtung als Zivildienstleistender in einem Alten- und Pflegeheim fort.
Polzin erhielt seine Schauspielausbildung bei Doris Thalmer, an der Hochschule für Schauspielkunst „Ernst Busch“ Berlin und an der Pantomimeschule des Deutschen Theaters in Berlin. 1990 legte er die paritätische Bühnenreifeprüfung im Fach „Schauspiel“ ab.
Theaterengagements hatte er an den Kammerspielen des Deutschen Theaters Berlin (2007) und ab 2008 bei den mehreren freien Berliner Theaterproduktionen. 2010 gastierte er am Theater der Freundschaft in der Titelrolle des Märchenspiels Il ré cervo (König Hirsch) von Carlo Gozzi. Von 2010 bis 2013 war er am Berliner Ensemble verpflichtet.
Erste kleine Filmrollen hatte Polzin bereits in der Endphase der DDR. Später arbeitete er für das Kino u. a. mit Florian Henckel von Donnersmarck, Michael Hofmann, Oskar Roehler, Thomas Stuber und Nico Sommer zusammen. An der Seite von Lina Wendel spielte er als Verehrer der weiblichen Hauptfigur eine der Hauptrollen in der Tragikomödie Silvi, die 2013 bei der Berlinale in der Kategorie „Perspektive Deutsches Kino“ uraufgeführt wurde. Bei verschiedenen Fernsehfilmen und TV-Serien stand er u. a. unter der Regie von Ingo Rasper, Nils Willbrandt, Oliver Hirschbiegel und Lars Montag vor der Kamera.
Polzin ist Gründer und Leiter des Berliner Improvisationstheaters „Life Game Company Berlin“, mit dem er europaweit Projekte realisierte. Über Techniken der Improvisation veröffentlichte er ein Buch mit dem Titel Die Kunst der Improvisation. Außerdem arbeitet er als Coach und Trainer für Unternehmen und in Seminaren für Privatpersonen.
Harald Polzin ist verheiratet, Vater von zwei erwachsenen Kindern und lebt in Berlin.

## Filmografie (Auswahl)
- 1988: Tiere machen Leute: Paarung (Fernsehserie, eine Folge)
- 1989: Der Staatsanwalt hat das Wort: Wegen Todesfall geschlossen (Fernsehserie, eine Folge)
- 1991: Aerolina: Wilde Katzen (Fernsehserie, eine Folge)
- 1998: Amen (Kurzfilm)
- 2002: Sophiiiie! (Kinofilm)
- 2006: Das Leben der Anderen (Kinofilm)
- 2006: Abschnitt 40: Angst (Fernsehserie, eine Folge)
- 2006; 2020: SOKO Wismar (Fernsehserie, zwei Folgen)
- 2011: Polizeiruf 110: Zwei Brüder (Fernsehreihe)
- 2012: Klinik am Alex: Alles auf eine Karte (Fernsehserie, eine Folge)
- 2013: Silvi (Kinofilm)
- 2015: Tod den Hippies!! Es lebe der Punk (Kinofilm)
- 2015: Herbert (Kinofilm)
- 2017: Lucky Loser – Ein Sommer in der Bredouille (Kinofilm)
- 2018: 4 Blocks: Frei (Fernsehserie, eine Folge)
- 2019: Meine Nachbarn mit dem dicken Hund (Fernsehfilm)
- 2020: Werkstatthelden mit Herz (Fernsehfilm)
- 2021: Polizeiruf 110: An der Saale hellem Strande (Fernsehreihe)
- 2022: Polizeiruf 110: Hexen brennen  (Fernsehreihe)

## Hörspiele
- 1988: Jochen Hauser: Die Brille des alten Ernesto – Regie: Maritta Hübner (Original-Hörspiel, Kinderhörspiel – Rundfunk der DDR)
- 1988: Jan Drda: Der vergessene Teufel – Regie: Karlheinz Liefers (Hörspielbearbeitung, Kinderhörspiel – Rundfunk der DDR)
- 1991: Wilhelm Hauff: Zwerg Nase (Musiker: Gesang) – Regie: Beate Rosch (Hörspielbearbeitung, Kinderhörspiel – Funkhaus Berlin)
- 1992: Brüder Grimm: Teufel und Soldat – Regie: Gerda Zschiedrich (Hörspielbearbeitung, Kinderhörspiel – DS Kultur)
- 1992: Achim Scholz: Eine Hundslektion (Hunds-Lektion) (Kursant) – Regie: Karlheinz Liefers (Kriminalhörspiel – ORD)
- 1992: Guido Gin Koster: Weint die Treue durch die Nacht (Stimme) – Regie: Karlheinz Liefers (Original-Hörspiel – DS Kultur)
- 1993: Sascha Arango: Expeditionen (Stimme1) – Komposition und Regie: Martin Daske (Original-Hörspiel, Kinderhörspiel – DS Kultur)